# Операция «Мёртвый снег» 2
«Операция „Мёртвый снег“ 2» (норв. Død snø 2) — норвежская зомби-комедия 2014 года, режиссёра Томми Виркола. Премьера фильма состоялась на кинофестивале Sundance 19 января 2014. Картина является продолжением вышедшего в 2009 году фильма Операция «Мёртвый снег».
В центре сюжета картины схватка между оставшимся в живых героем первого фильма Мартином (Вегар Хуль) и немецкими солдатами во главе с Герцогом (Эрьян Гамст) превратившимися в зомби.
Большое влияние на сюжет кинофильма оказала работа режиссёра Сэма Рейми «Армия тьмы». Благодаря чему картины изобилует черным юмором и сатирой. Сценарий фильма был написан за два месяца.
Съёмки кинокартины проходили в Исландии. Её снимали сразу на двух языках - английском и норвежском. Ряд актёров, сыгравших зомби, были профессиональными бойцами из Исландии. Практически вся кровь, использованная на съёмках, была настоящей, так как найти её замену не удалось.
Слоган фильма - «Heads up. They're back».

## Сюжет
Фильм начинается с конца первой части, когда изнуренный Мартин добирается до своей машины, где случайно обнаруживает у себя золотую монету. В этот момент на него нападают зомби-нацисты, в результате, на дороге, Герцог теряет руку, а Мартин чуть позже теряет сознание и попадает в аварию. Очнувшись, Мартин обнаруживает себя прикованным к постели в больнице. Там ему сообщают о удачной пересадке руки (которая оказывается рукой Герцога), и о том, что он единственный подозреваемый в массовом убийстве своих друзей. Мартин в ужасе, но из-за руки Герцога он разрывает наручники и убивает врача скальпелем, затем расшвыривает полицейских, его едва удается усыпить. Он вновь приходит в себя привязанным к постели и с удивлением обнаруживает мальчишку который обсуждает его и его историю с кем-то по телефону. Мартин обманом уговаривает мальчишку себя развязать, а позже при помощи своей новой руки случайно выбрасывает того через окно с решеткой и сбегает. Пытаясь реанимировать ребёнка, Мартин нечаянно проламывает ему грудную клетку. Проснувшийся полицейский пытается задержать Мартина, но умирает от попадания в голову эмблемы автомобиля «Мерседес». Тем временем, Герцог убивает пастора при церкви у кладбища и пытается оживить немецких солдат.
Мартин рассказывает о произошедшем охотникам на зомби, которые обещают приехать и помочь ему. Он крадёт одежду и отправляется в музей Второй мировой войны. Там он встречает Гленна Кеннета (Стиг Фруде Хенриксен), смотрителя, который тут же узнаёт в нём разыскиваемого преступника. Вскоре в музей прибывает экскурсионный автобус, пассажиров которого убивает Герцог и его зомби. Мартину и Гленну с трудом удаётся обмануть зомби. Герцог превращает в зомби часть туристов, забирает танк и оружие. Мартин убивает несколько оставшихся зомби и обнаруживает, что с помощью новой руки может воскрешать мертвецов. Тут же приезжают охотники на зомби и рассказывают Мартину историю о пленных советских солдатах, предлагая ему вернуть тех к жизни, чтобы бороться с Герцогом. Полицейские узнают о присутствии Мартина в музее и готовят план по его захвату и аресту. На дороге Герцога встречает Гленн. Моника и Блейк находятся в засаде, им удаётся уничтожить часть зомби-нацистов.
Мартин, Даниэль (Мартин Старр) и зомби, вернувшийся к жизни благодаря Мартину, находят место захоронения советских солдат. Мартин возвращает солдат во главе с лейтенантом Ставариным (Дерек Мирс). Герцог с солдатами вторгается в Тальвик, но обнаруживает, что в нём нет жителей. Его встречают Мартин, Даниэль и советские солдаты. Между ними завязывается бой. Прибывшие полицейские Тальвика убегают после того, как патрульные машины раздавил немецкий танк. Оставшиеся в живых офицеры прячутся в доме и наблюдают за битвой. Герцог убивает лейтенанта Ставарина, и советские солдаты проигрывают сражение. Даниэль захватывает танк, а Мартин сражается с Герцогом. Даниэль убивает Герцога выстрелом из пушки танка в голову. Солдаты Герцога падают замертво. Пока полицейские в недоумении осматривают место бойни, Мартин приезжает на кладбище, где возвращает к жизни Ханну, после чего занимается с ней любовью.
В послетитровой сцене зомби-врач поднимает отстреленную голову Герцога, которая неожиданно открывает глаза.

## В ролях
- Вегар Хуль — Мартин Хэдвен, герой первого фильма, студент-медик, не переносящий вида крови[3]. Был вынужден отпилить себе руку бензопилой[3][4][7]. Во время схватки с зомби по ошибке убивает свою возлюбленную Ханну топором[3][4][7]. В результате всего пережитого оказывается в больнице, где ему по ошибке пришили руку зомби, которая наделена нечеловеческой силой и стремится убивать все живое, до того момента когда Мартин научится ей управлять[3][4][6]. Для того, чтобы остановить Герцога, собирает собственную "армию", состоящую из охотников на зомби, прилетевших из США, и советских солдат, погибших во время второй мировой[3]. Его действия поднимают на ноги всю местную полицию[6].
- Стиг Фруде Хенриксен — Глен Кеннет, сотрудник музея Второй мировой войны[6].
- Орхан Гамст — Герцог, возглавляет отряд немецких солдат, повинных в смерти друзей Мартина[6]. В результате несчастного случая теряет свою руку, которую по ошибке пересаживают Мартину[6]. Убивает всех, кто попадается ему и его отряду, попутно превращая их в зомби[7]. Стережет золото, собранное им и его группой солдат ещё при жизни, находка которого заканчивается для всех одинаково[5].
- Томми Виркола — один из зомби.
- Шарлотта Фрогнер — Ханна, погибшая подружка Мартина[3].
- Мартин Старр — Даниэль, предводитель доморощенных охотников на зомби из США[4][5]. Недоволен Норвегией, так как не может сразу приобрести огнестрельное оружие, а вынужден с подружками Моникой (Джоселин ДеБоер) и Блейк (Ингрид Хаас) покупать его в строительном магазине[5].
- Ингар Хельге Гимле — доктор Брохман.

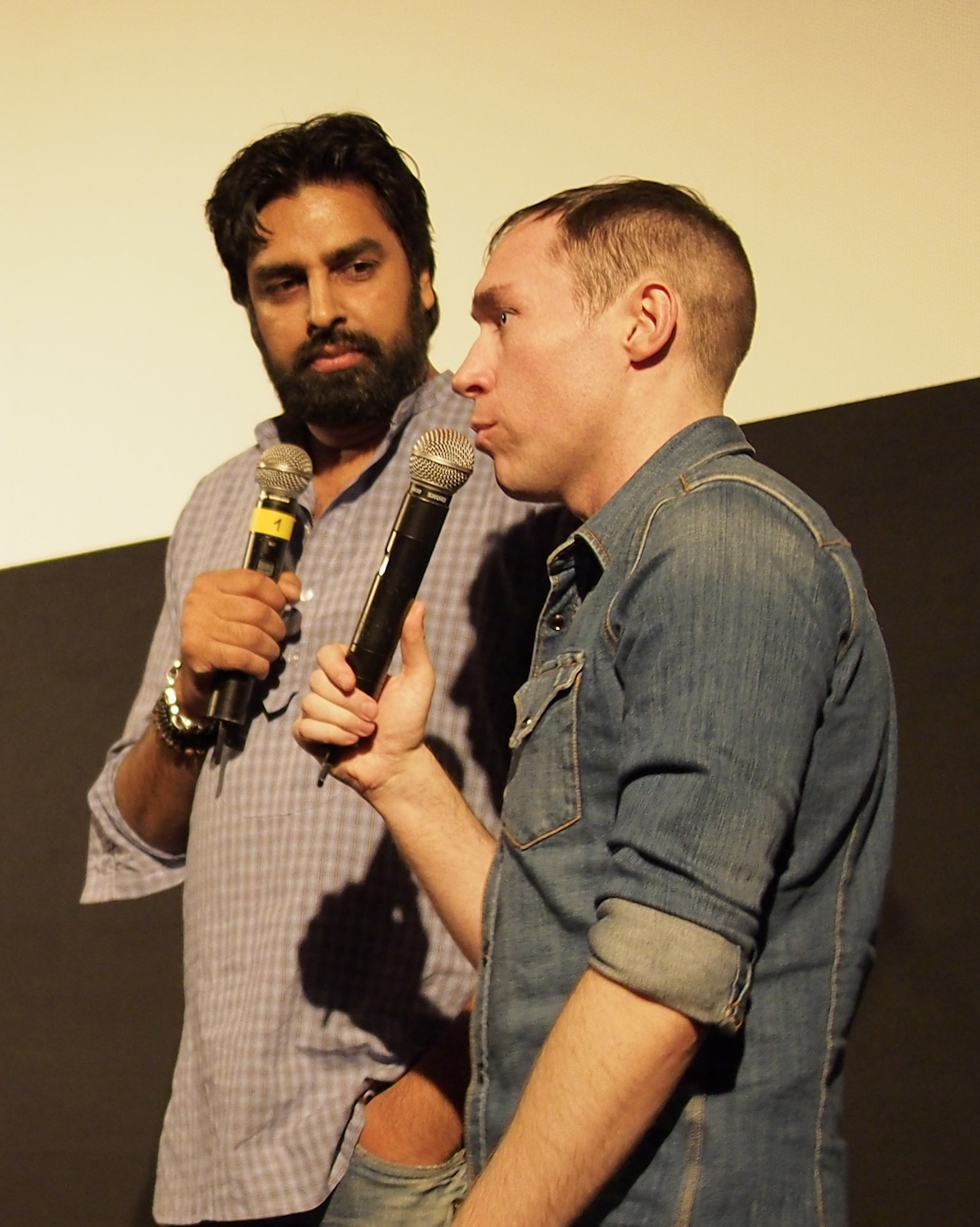
Стиг Фруде Хенриксен
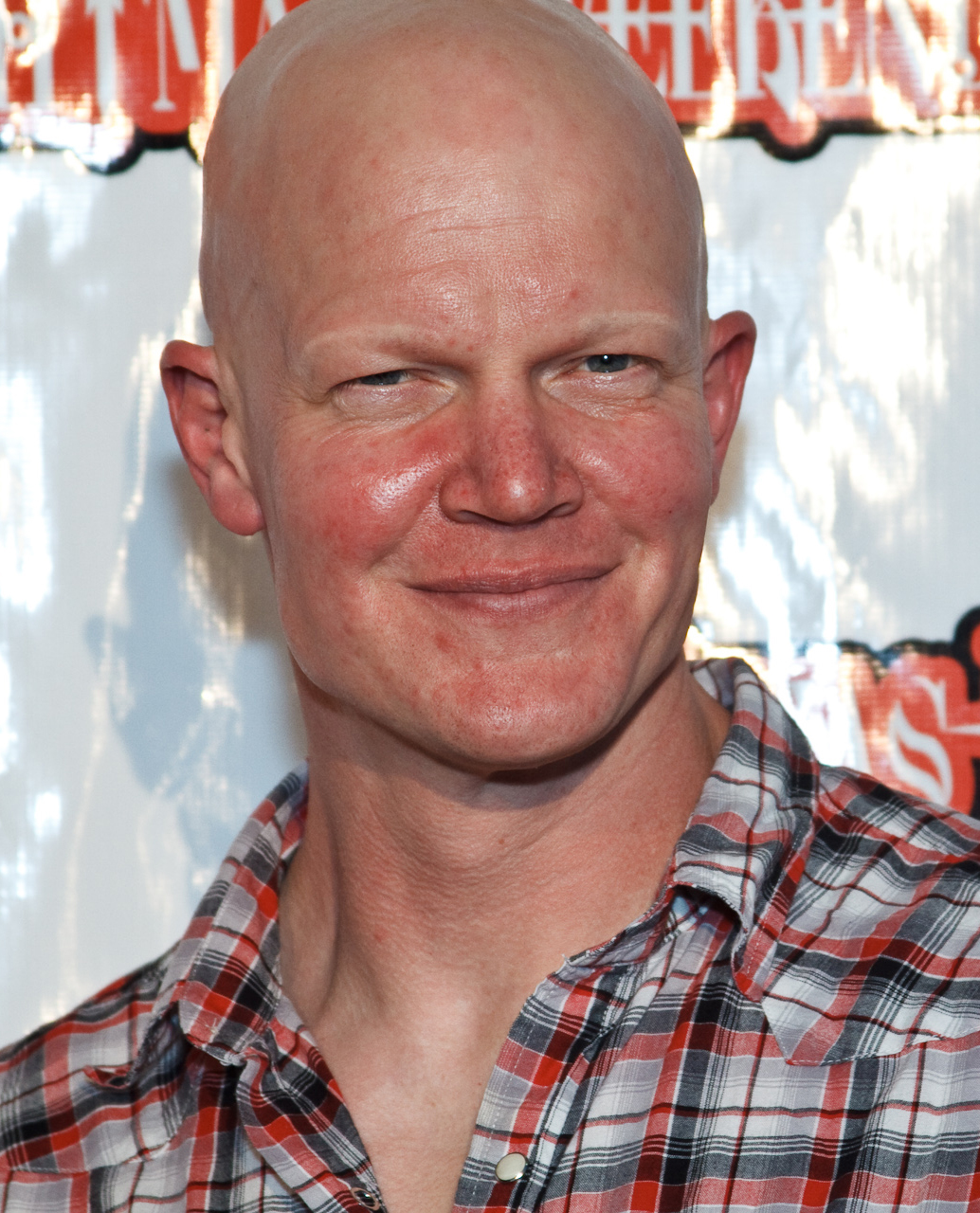
Дерек Мирс
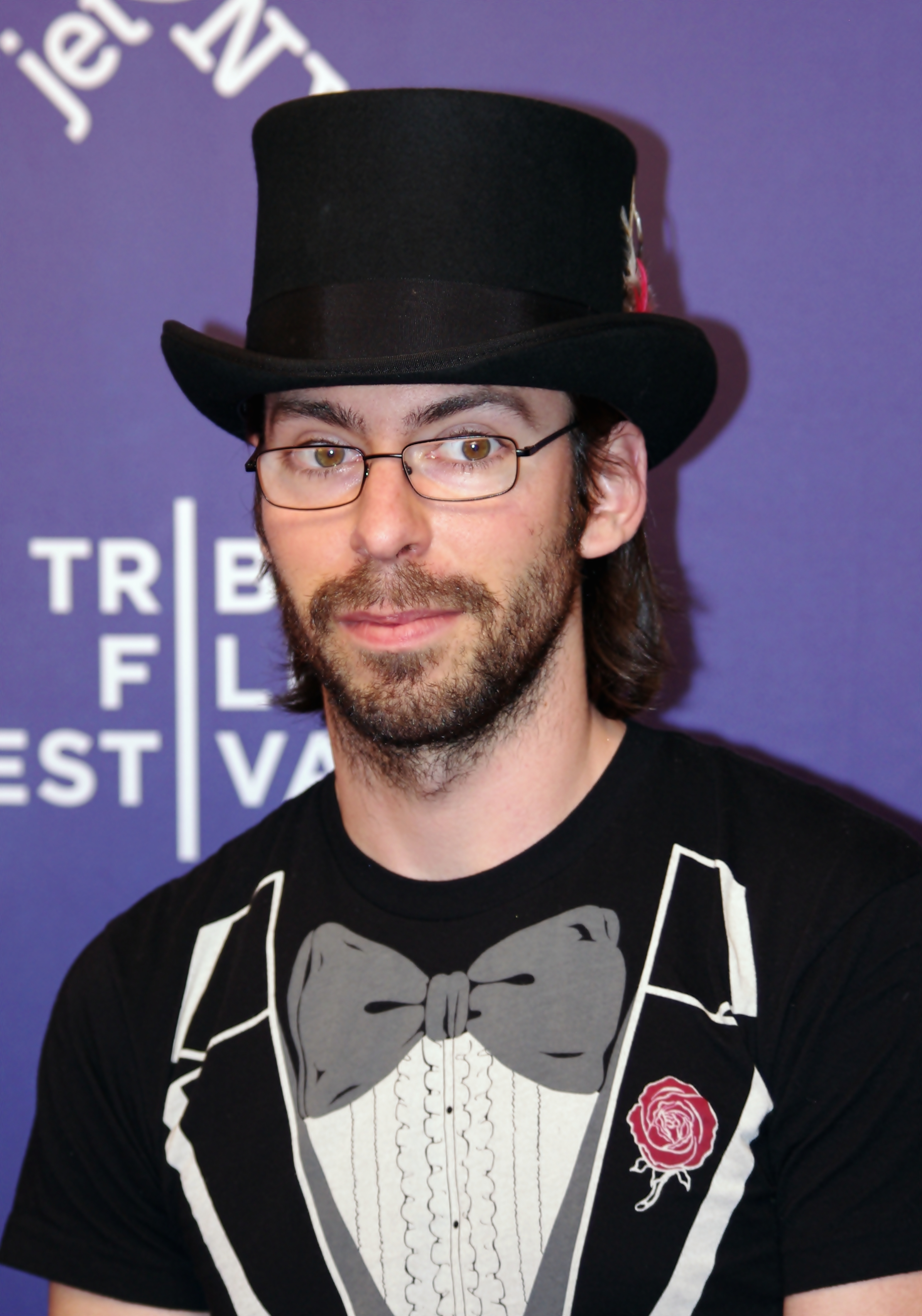
Мартин Старр
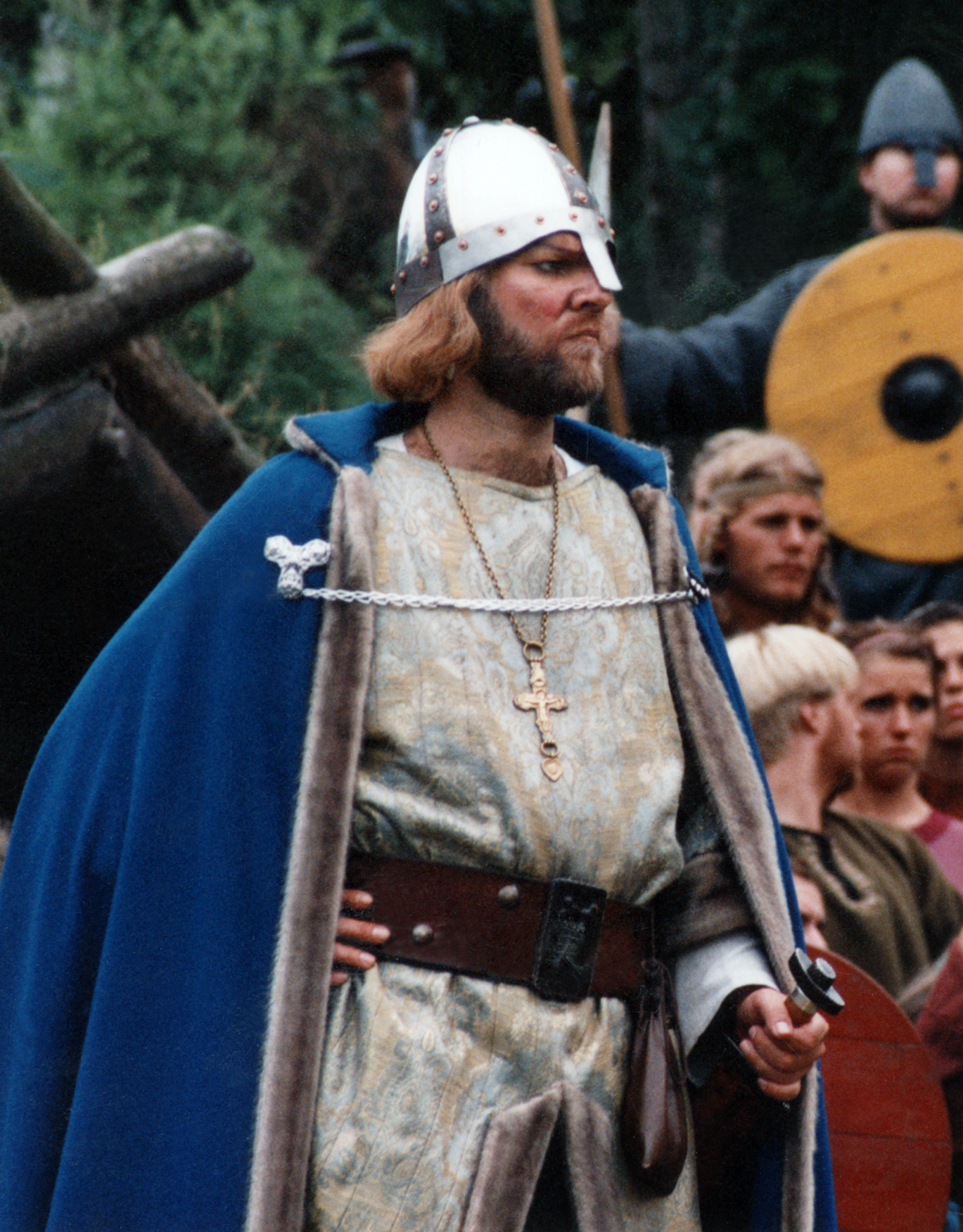
Ингар Хельге Гимле
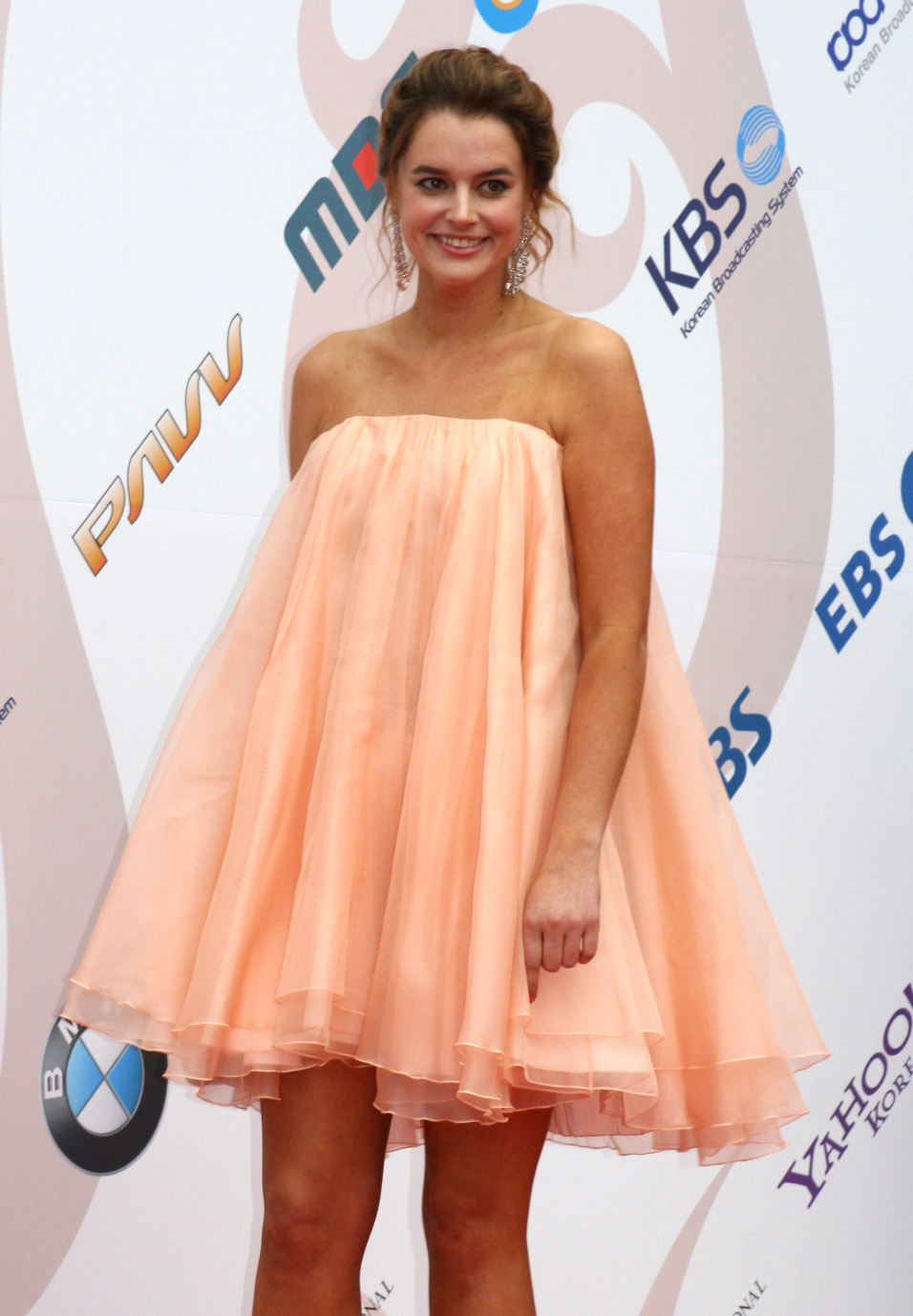
Шарлотта Фрогнер

## Производство

Армия тьмы

Идея снять фильм о зомби родилась у Вирколы давно, можно сказать ещё в детстве, режиссёр большой поклонник фильмов о зомби, таких как «Рассвет мертвецов», «Армия тьмы» и конечно «Возвращение живых мертвецов», нацистами они стали благодаря рассказам которые он как и многие другие слышал в детстве, о секретных базах во фьордах. Кроме того в Скандинавии не снимали фильмы о зомби и был шанс стать первыми. Зомби Вирколы не просто могли бегать и кусаться, они ко всему прочему были обученными солдатами и могли использовать полученные навыки. Идея дать им лидера в лице полковника Херцога, помогла создать свою особую разновидность фильма о зомби и создала главного антагониста. Зомби Вирколы не просто зло, это зло в квадрате, так как они ещё и нацисты.
Съемки первого фильма проходили тяжело, бюджет был не велик, премьера состоялась в 2009 году, но уже тогда отдельные идеи для второй картины были. За тем была работа над «Охотниками на ведьм», которая дала возможность, получить больший бюджет для нового фильма и собрать старую команду.
Для работы над сценарием был приглашен Вегар Хоел, герой первой картины. Оказалось что он разделяет чувство юмора съемочной группы. Сам Томми Виркола является большим поклонником кинофильма «Армия тьмы», он и его съемочная группа постарались добавить в свою картину иронии и черного юмора присущего трилогии «Зловещие мертвецы».

### Сценарий

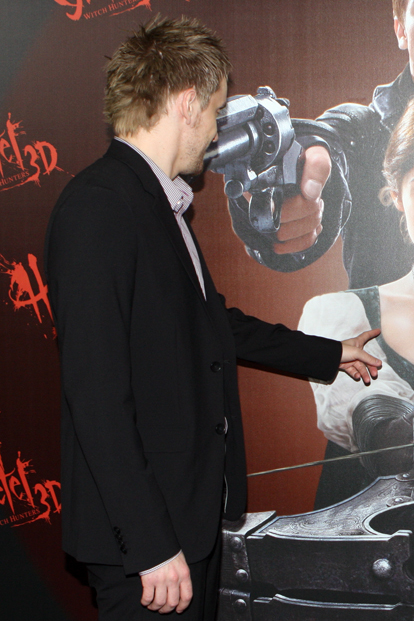
Томми Виркола

Режиссёр отметил что, ему не хотелось повторяться, хотелось снять все по новому. Первое что предстояло решить, это как использовать ситуацию с потерянной рукой главного героя и как можно обыграть этот сюжетный поворот. Было решено, раз нельзя сделать Мартина зомби, а Херцога человечнее, можно дать каждому из них не много от другого. Идея добавить русских, свести их с нацистами для финальной битвы в конце была у режиссёра с самого начала. После некоторых размышлений, было принято решение, вернуть герою его возлюбленную и посмотреть как далеко это может зайти. Сценарий был написан за два месяца.
Некоторые персонажи такие как ребенок, вылетевший в окно больницы, инвалид колясочник ставший зомби и три мальчишки, играющие в песочнице игрушечными танками, в то время как на них наезжает настоящий танк, просто оказались не в том месте и не в то время, став жертвой чёрного юмора съемочной группы.

### Съемки

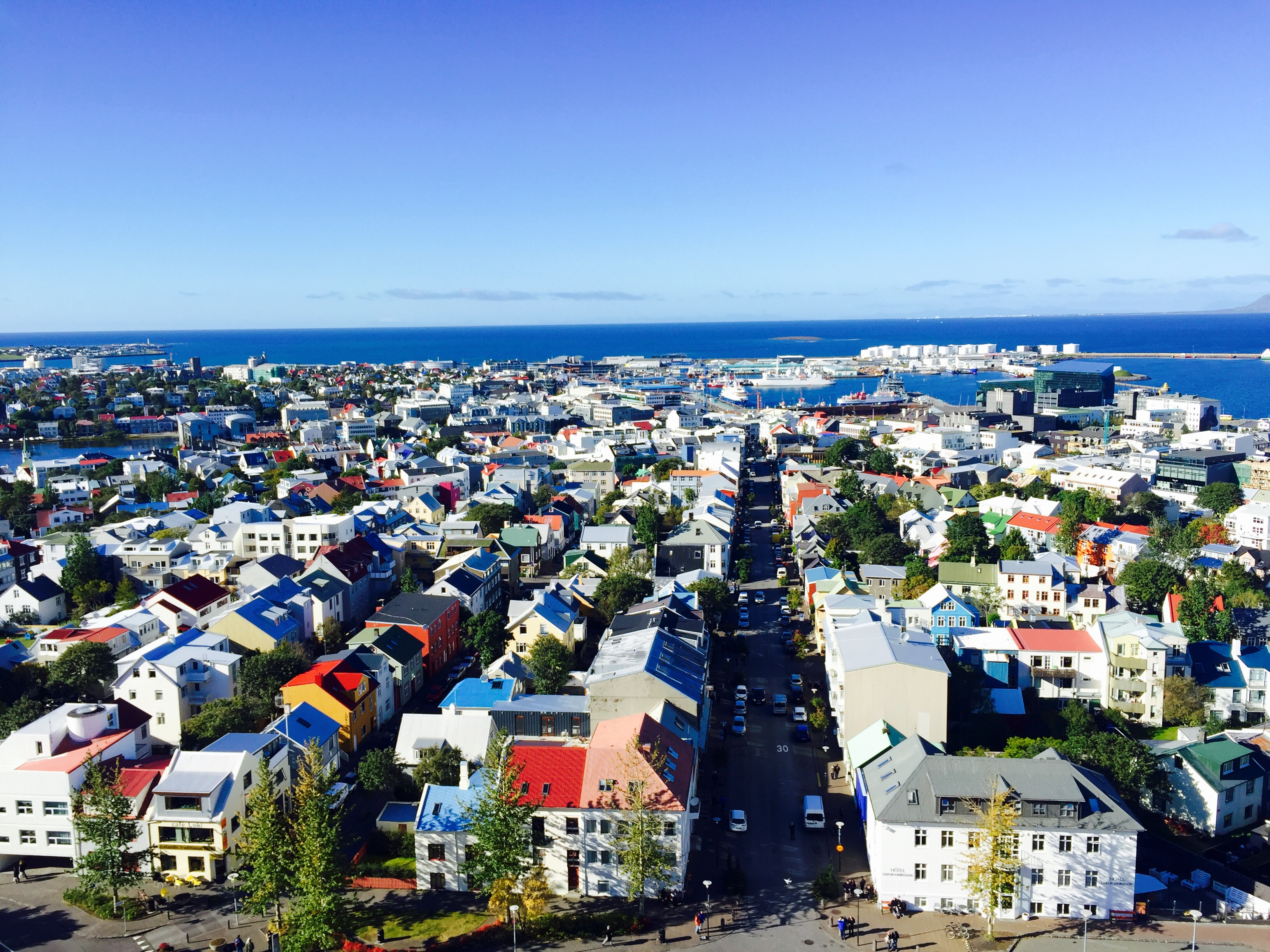
Рейкьявик Исландия

Фильм снимался сразу на трех языках, исландском, норвежском и английском. Съемки проходили в Исландии, во время худшего лета за 40 лет и, как ни странно, это помогло создать атмосферу фильма, так как погода все время была очень плохой, хоть фильм снимался летом, снег покрывал большую часть страны, поэтому часть съемок перенесли на юг, что добавило неудобств съемочной группе. Многие из актеров, сыгравших зомби, были бойцами смешанных единоборств Исландии, которые с радостью продемонстрировали своё мастерство. Большая часть крови на съемках фильма была настоящей, так как спецэффектами занимался специалист из Исландии и в стране не нашлось какого-либо заменителя.
Сцена секса с зомби получилась прекрасно, но была настолько отвратительна, что было принято решение не включать её в окончательную версию фильма и сохранить немного романтики.  Она получилась настолько яркой, с большим количество деталей, по-настоящему экстремальной. А идею о том, сможет ли родиться от секса с зомби ребенок, авторы приберегли на случай съемок третьей части.

## Критика
Несмотря на беспокойство режиссёра и съемочной группы, на присутствие в кинофильме зомби нацистов и реакцию людей на их действия, критики не последовало, по крайней мере публичной.